# Anthura
Anthura är ett släkte av kräftdjur som beskrevs av Leach 1814. Anthura ingår i familjen Anthuridae.
Kladogram enligt Catalogue of Life och Dyntaxa:
| Anthura | \| \| Anthura filiformis \| \| \| \| \| \| Anthura gracilis \| \| \| \| |
|         | \| \| Anthura filiformis \| \| \| \| \| \| Anthura gracilis \| \| \| \| |
|         | Amakusanthura                                                           |
|         |                                                                         |
|         | Apanthura                                                               |
|         |                                                                         |
|         | Apanthuroides                                                           |
|         |                                                                         |
|         | Apanthuropsis                                                           |
|         |                                                                         |
|         | Caenanthura                                                             |
|         |                                                                         |
|         | Cetanthura                                                              |
|         |                                                                         |
|         | Chelanthura                                                             |
|         |                                                                         |
|         | Cortezura                                                               |
|         |                                                                         |
|         | Cyathura                                                                |
|         |                                                                         |
|         | Exallanthura                                                            |
|         |                                                                         |
|         | Haliophasma                                                             |
|         |                                                                         |
|         | Indanthura                                                              |
|         |                                                                         |
|         | Leipanthura                                                             |
|         |                                                                         |
|         | Malacanthura                                                            |
|         |                                                                         |
|         | Mesanthura                                                              |
|         |                                                                         |
|         | Nemanthura                                                              |
|         |                                                                         |
|         | Notanthura                                                              |
|         |                                                                         |
|         | Pendanthura                                                             |
|         |                                                                         |
|         | Pilosanthura                                                            |
|         |                                                                         |
|         | Ptilanthura                                                             |
|         |                                                                         |
|         | Quantanthura                                                            |
|         |                                                                         |
|         | Sauranthura                                                             |
|         |                                                                         |
|         | Skuphonura                                                              |
|         |                                                                         |
|         | Stygocyathura                                                           |
|         |                                                                         |
|         | Anthura filiformis                                                      |
|         |                                                                         |
|         | Anthura gracilis                                                        |
|         |                                                                         |

|  | Anthura filiformis |
|  |                    |
|  | Anthura gracilis   |
|  |                    |